# 미국 의회
미국 의회(United States Congress)는 미국의 입법부이다. 상원(Senate)과 하원(House of Representatives)의 양원으로 구성되어 있다. 상원과 하원 모두 직접 선거를 통해 선출된다. 입법부 산하에는 행정기관이 8개가 있다.

## 역사
최초의 미국 의회는 미국독립전쟁 (1775) 1년전 1774년에 13개 식민지주의 대표가 모여 개최한 제1차 대륙회의를 기원으로 하고 있다. 미국 헌법 원안문에서는 단원제였다. 건국의 아버지 중 한사람이자 미국의 제4대 대통령인 제임스 매디슨에 의해서 양원제가 주창되어 현재의 상원, 하원의 체제가 구성되었다.

## 구성

### 하원
미국 헌법에 따라, 하원의 435명의 개별 의원은 지역을 대표하며, 임기는 2년이다. 하원 의석 수는 인구수에 따라 주 별로 배분된다. 각 주에서 선출하는 하원의원의 수는 인구비례에 따라 정해진다. 캘리포니아주처럼 인구가 많은 주에서는 의원을 53명이나 선출하는 반면, 사우스다코타주, 버몬트주, 알래스카주와 같이 인구가 적은 주는 각각 1명의 하원의원을 뽑는다.

### 상원
100명의 상원 의원은 6년 임기로, 인구와 관계 없이 각 주에는 2명 씩의 상원 의원이 있다. 2년마다 상원 의원의 약 1/3이 다시 선출된다. 미국은 각 주에서 연방의원 선거를 관리하며 각 주에서 선출하여 연방에 보낸다. 상원은 의장을 선출하는 하원과 달리 부통령이 상원의장을 겸직한다. 그리고 임시상원의장이라는 부의장만을 선출한다.

## 권한
미국 헌법 제1조는 연방법을 제정하고, 폐지하며 개정하는 모든 입법권을 의회에 부여한다. 또 연방 세금의 규모를 결정하고, 정부의 예산을 승인한다. 법률은 양원의 동의 없이는 제정되지 않는다. 하원과 상원은 입법 과정에 있어 대등한 파트너이다.
하지만, 미국 헌법은 각 원에 독특한 권한을 부여하고 있다. 상원은 몇 가지 고유한 권한을 가진다.
- 첫째, 하원이 연방 고위 공무원을 탄핵하고자 할 때 탄핵재판을 열 수 있는 권한이 있다.
- 둘째, 대통령이 지명하는 연방 고위 공무원에 대한 승인권을 가진다.
- 셋째, 미국이 체결하는 조약에 대한 승인권이 있다.

반면, 세입 징수에 관한 법률안은 하원에서 먼저 제안되어야 한다. 또한 하원이 연방 고위 공무원에 대한 탄핵 권한을 전유하는 데 대해, 상원은 탄핵 심판권을 전유한다. 의회는 해산되지 않으며, 2년마다 전원 개선되는 하원의원의 임기에 맞추어서 회기가 결정된다. 의원들은 상원 15개, 하원 22개의 상임위원회 중 어느 위원회에 소속하며, 심의는 위원회 중심으로 진행된다. 의회는 워싱턴 D.C.의 미국 의회의사당에서 열린다.

### 세금을 징수할 권한
이 권한은 상당히 포괄적이어서 세금을 걷는 목적과 합리적인 견련성만 있으면 합헌이다. 단 1. 세금의 목적은 자금을 걷기 위하여야 하며, 2. 간접세는 지리적으로 균일해야 하고, 3. 수출품에 대해 세금을 거둘 수 없다.

### 예산을 집행할 권한
일반적 복지라는 상당히 완화된 기준에 부합하면 어떤 목적으로도 예산을 집행하는 것이 가능하나 이때 예산집행은 종교의 자유나 국교수립금지 등의 헌법원칙을 위반하여서는 안 된다.

### 외국인에 대한 권한
주의회와는 다르게, 미 연방의회는 외국인들을 이민과 귀화를 넘어 폭넓은 권력의 일부로 타국인들을 구분지을 권리가 있다.

## 같이 보기
- 미국 연방 정부
  - 입법부
    - 미국 의회
      - 미국 상원
      - 미국 하원

  - 행정부
    - 미국 연방 행정각부
    - 미국의 대통령 고문단
    - 미국의 대통령
    - 미국의 독립기관

  - 사법부
    - 미국 연방 대법원
    - 미국 연방 법원
    - 미국 연방 항소법원
    - 미국 지방법원